# Transamerica Pyramid
De Transamerica Pyramid (Transamericapiramide) is een wolkenkrabber in San Francisco. Tot 2017 was het de hoogste wolkenkrabber van de stad. In dat jaar werd de Transamerica Pyramid ingehaald door de Salesforce Tower. Het gebouw werd ontworpen door William Pereira.
De piramide is gebouwd op de plaats van het de historische Montgomery Block gelegen in 600 Montgomery Street. Hij is 260 meter hoog en bestaat uit 48 verdiepingen. Het gebouw telt achttien liften, waarvan er twee tot in de top van de toren komen, en 3678 ramen. Het totale vloeroppervlak van de toren bedraagt 49.238 m². De bouw begon in 1969 en werd voltooid in 1972. De aannemer van dit bouwwerk is Dinwiddie Construction Co. Hoewel het gebouw nu niet meer het hoofdkwartier van de Transamerica Corporation is, wordt het nog steeds sterk geassocieerd met dit bedrijf. In het gebouw werken meer dan 1500 werknemers, bij meer dan 50 bedrijven.
Het gebouw is een van dé symbolen van San Francisco geworden. De vorm van het gebouw is gekozen om lichtinval op straat zo min mogelijk te hinderen. De vleugels die aan weerszijden uitsteken, beginnen op de 29ste etage. In de oostelijke vleugel bevinden zich de liftschachten en in de westelijke vleugel bevinden zich het trappenhuis en de ventilatiekokers. De vleugels waren nodig omdat liften toentertijd niet schuin omhoog konden.
De Transamerica Pyramid was van 1972 tot 1974 de hoogste wolkenkrabber ten westen van de Mississippi. In dat jaar werd het gebouw voorbijgestreefd door het Aon Center in Los Angeles, dat werd ontworpen door de vroegere partner van William Pereira, Charles Luckman.
Toen in 1999 het Nederlandse verzekeringsconcern AEGON de Transamerica Corporation overnam, werd het automatisch eigenaar van de Transamerica Pyramid.

## Trivia
- In het computerspel Grand Theft Auto: San Andreas kan hetzelfde gebouw gevonden worden in de stad San Fierro onder de naam: Big Pointy Building.
- In het computerspel Watch Dogs 2, dat zich afspeelt in San Francisco en omgeving, kan hetzelfde gebouw gevonden worden onder dezelfde naam.
- In de film Zodiac wordt er een versnelde opname getoond van de bouw het gebouw.

## Fotogalerij

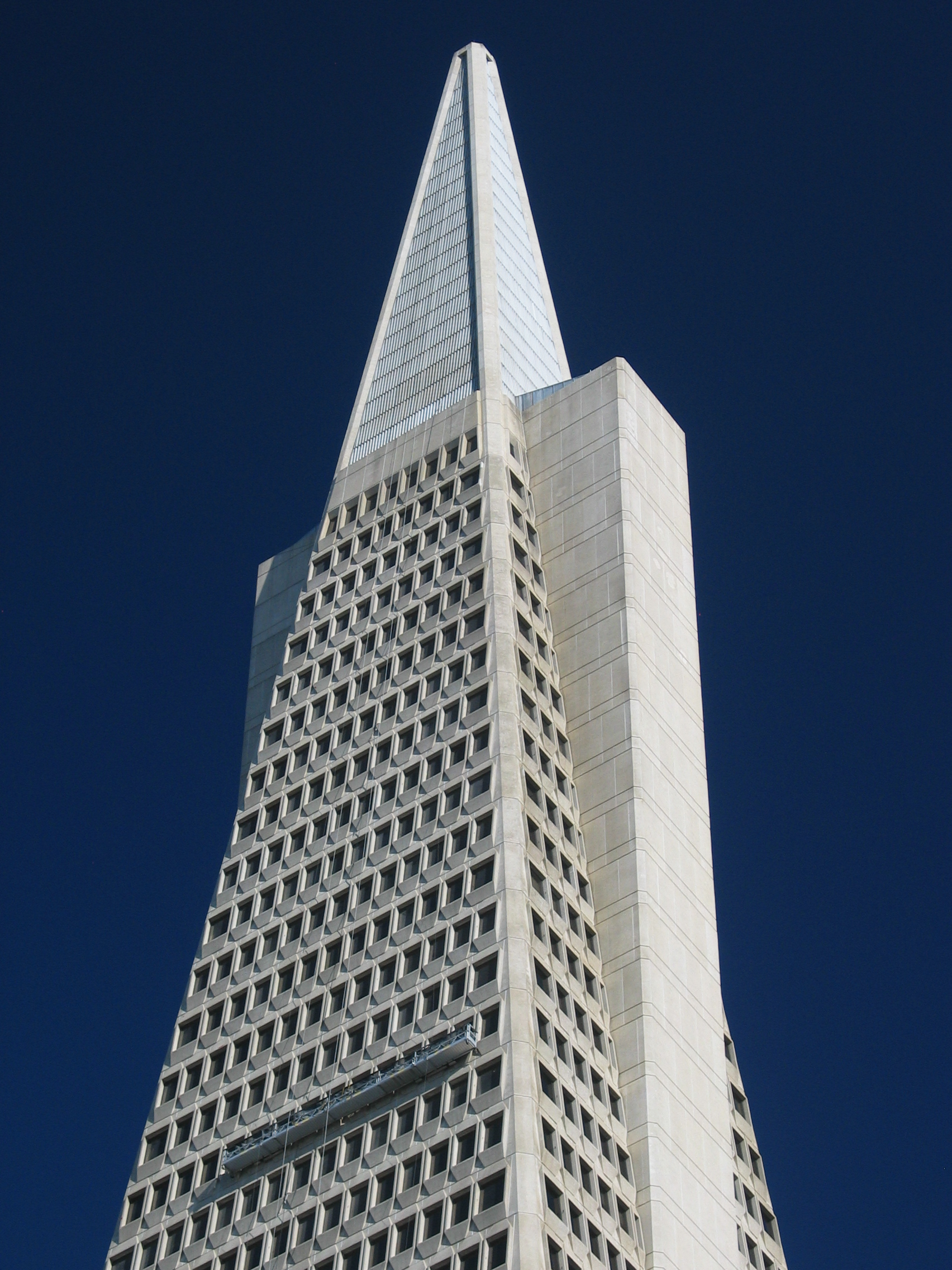
De aluminium top
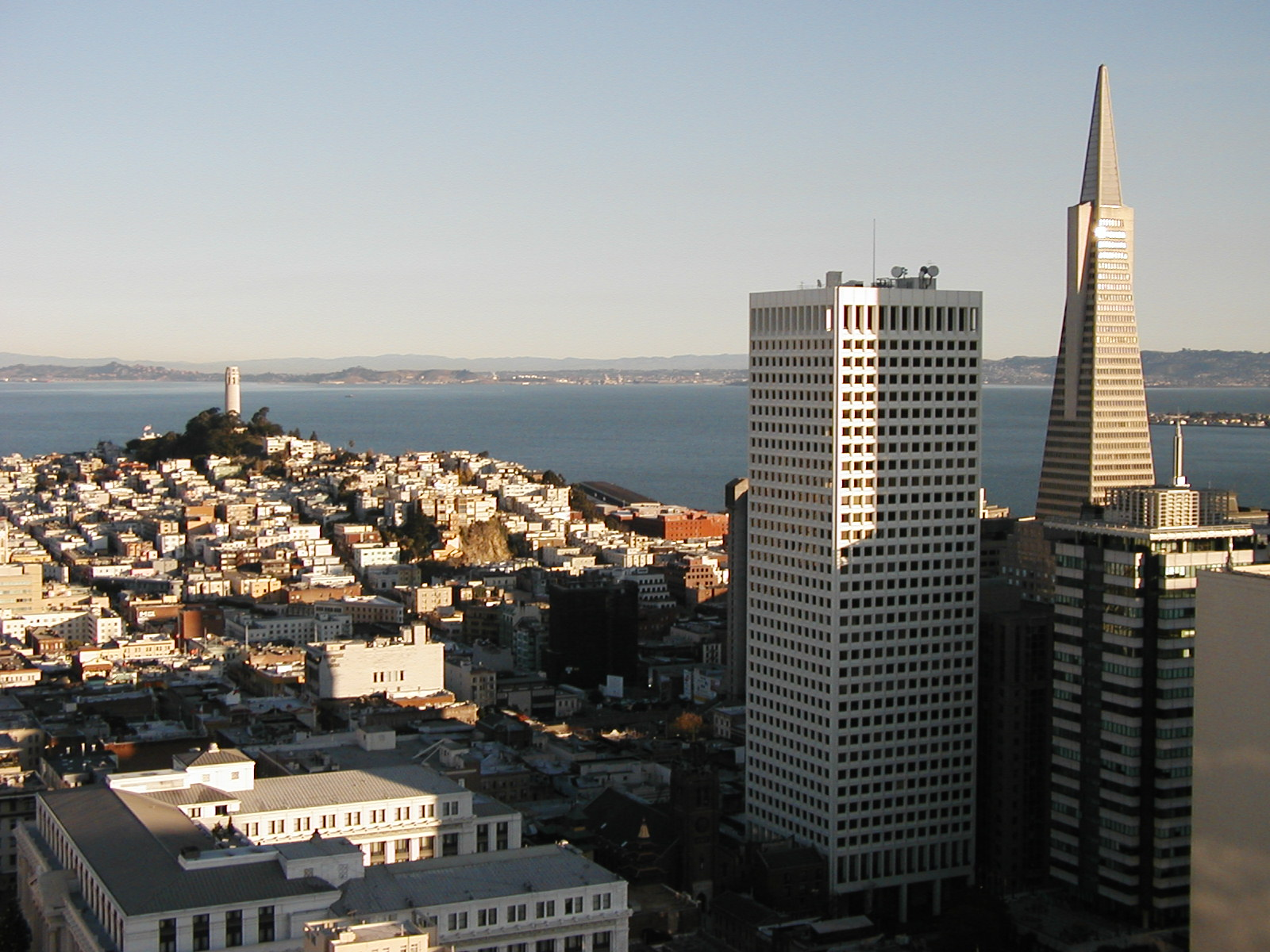
Coit Tower en Transamerica Pyramid
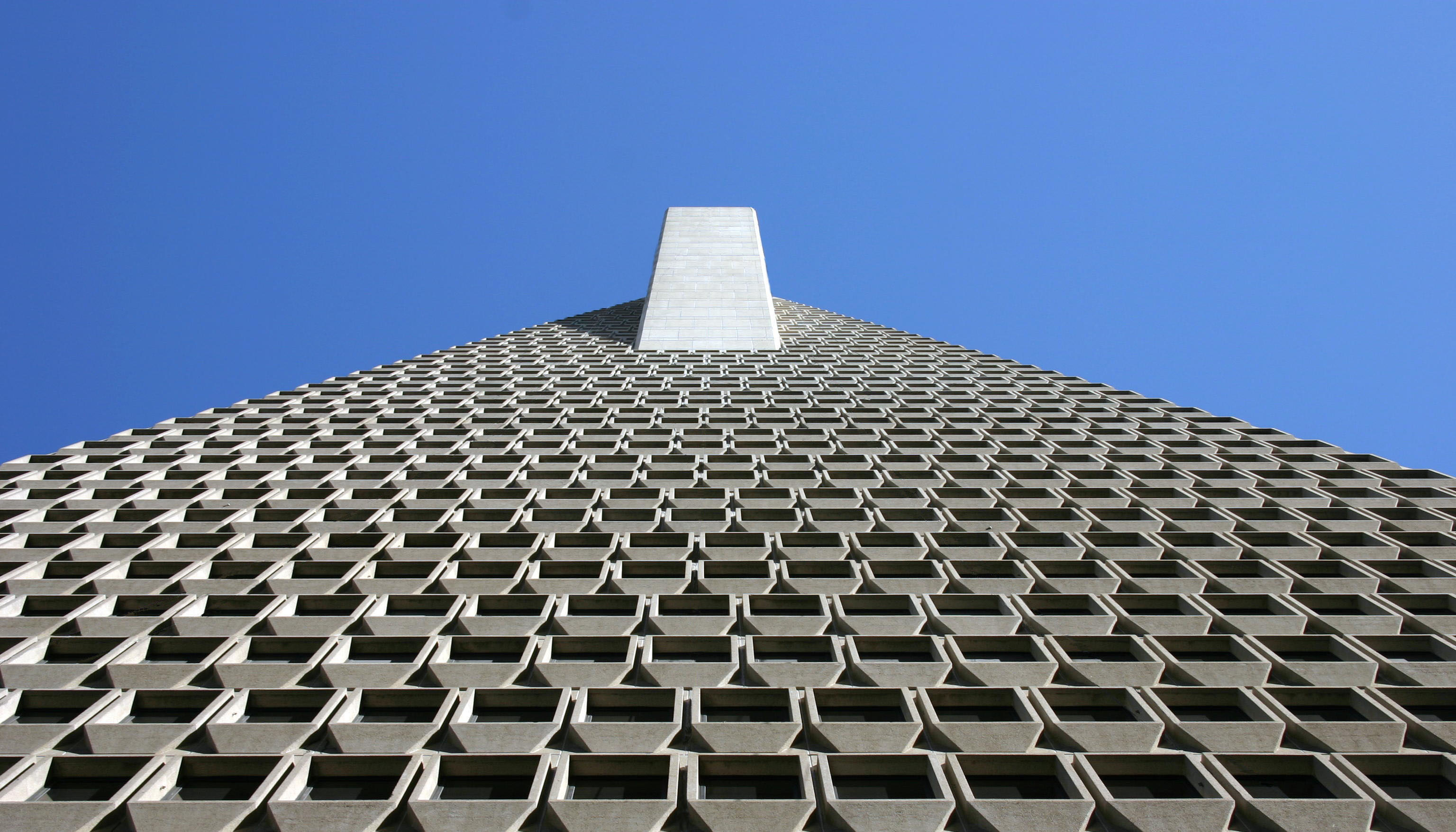
Omhoogkijkend vanaf de straat
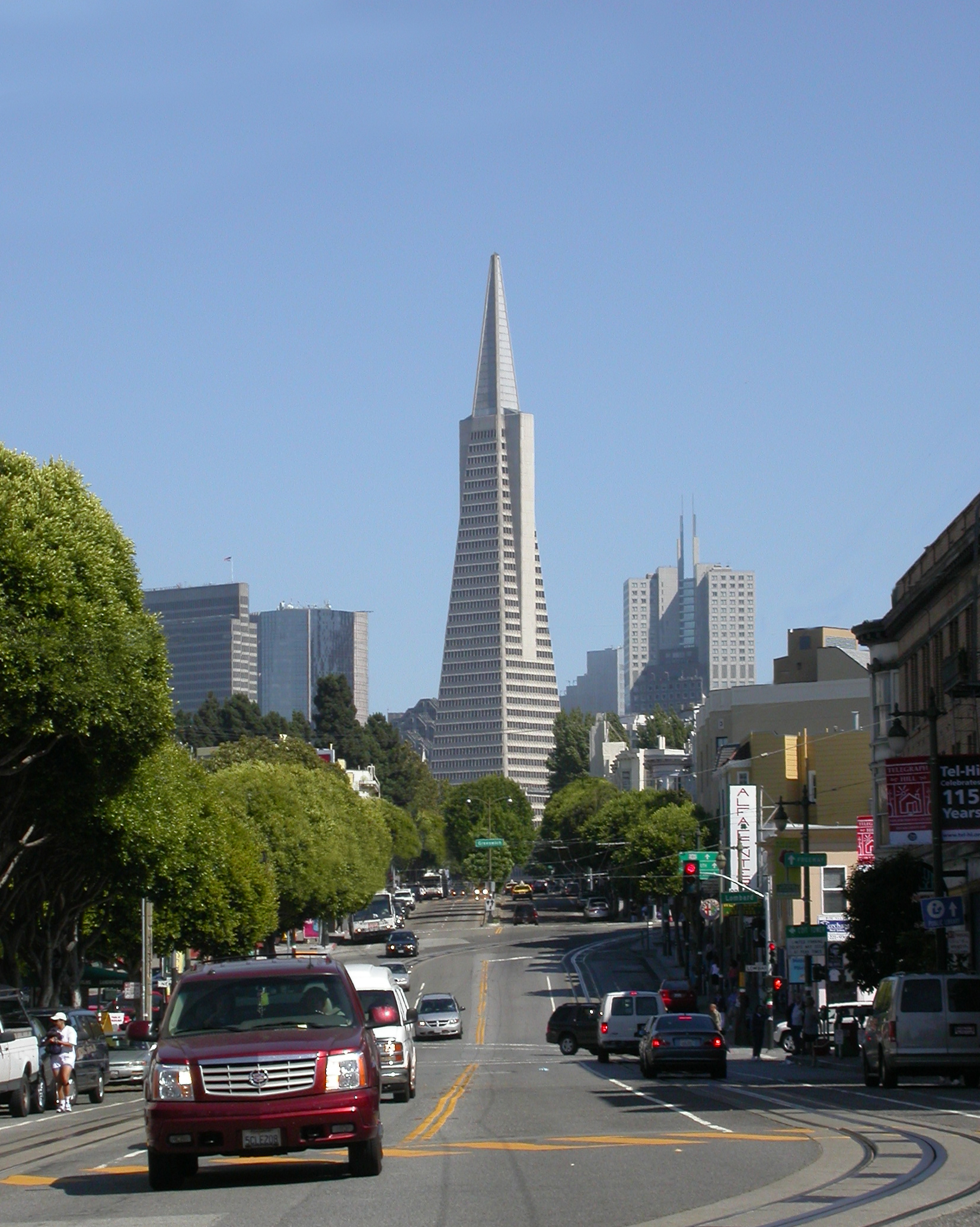
De Transamerica Pyramid vanaf Columbus Avenue